# 馬茲基
50°36′13″N 32°6′20″E / 50.60361°N 32.10556°E
馬茲基（烏克蘭語：Мазки），是烏克蘭的村落，位於該國北部切爾尼戈夫州，由普里盧基區負責管轄，始建於1700年，面積1.21平方公里，海拔高度124米，2001年人口265，人口密度每平方公里218.7人。